# (612575) 2003 QK91
2003 QK91, também escrito como 2003 QK91, é um corpo menor que está localizado no disco disperso, uma região do Sistema Solar. Ele possui uma magnitude absoluta de 6,8 e tem um diâmetro estimado com cerca de 192 km. ou 267 km. O astrônomo Mike Brown lista este objeto em sua página na internet como um candidato a possível planeta anão.

## Descoberta
2003 QK91 foi descoberto no dia 25 de agosto de 2003 pelo astrônomo Marc W. Buie.

## Órbita
A órbita de 2003 QK91 tem uma excentricidade de 0,428 e possui um semieixo maior de 67,213 UA. O seu periélio leva o mesmo a uma distância de 38,468 UA em relação ao Sol e seu afélio a 95,959 UA.